# Bombetta

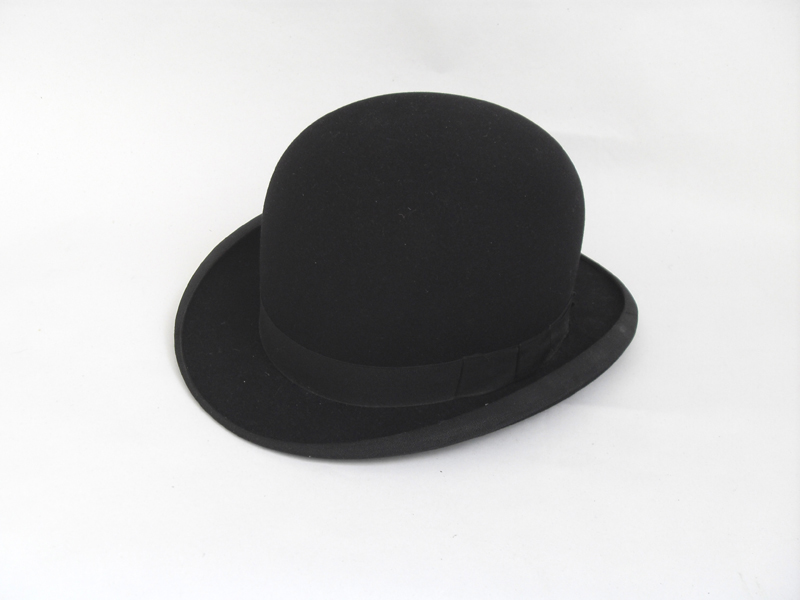
Bombetta

La bombetta è un copricapo di feltro rigido e bombato, normalmente di colore nero e spesso realizzato in feltro, che ha conosciuto la sua massima diffusione a cavallo tra il XIX e XX secolo, originaria del Regno Unito.

## Storia
Nata nel 1860 a Southwark (Londra) dalle mani di Thomas William Bowler (da cui il nome bowler con cui è nota nel mondo anglosassone), la bombetta divenne in breve tempo il cappello formale maschile per eccellenza nella moda occidentale, raggiungendo la massima popolarità tra il 1890 e il 1920. Tuttavia, nello stesso periodo il copricapo più elegante rimase il cilindro. In particolare, la bombetta divenne, assieme all'ombrello, una caratteristica dell'abbigliamento maschile inglese, tanto da divenirne un suo tratto distintivo.
Presso alcune popolazioni andine (Quechua ed Aymara in Perù e Bolivia) la bombetta ha trovato una patria d'adozione ed è diventato parte dell'abbigliamento tradizionale femminile.
Negli Usa è chiamato cappello derby, nome derivante dal conte Edward George Derby che lo indossava.
La bombetta è stata indossata da molti attori che ne hanno fatto un tratto distintivo dei loro personaggi. Tra gli altri ricordiamo Charlie Chaplin (Charlot), Stan Laurel e Oliver Hardy (Stanlio e Ollio), Totò. Nel mondo Disney, è inoltre parte della caratterizzazione del personaggio di Rockerduck, rivale di Paperon de' Paperoni.

## Galleria d'immagini

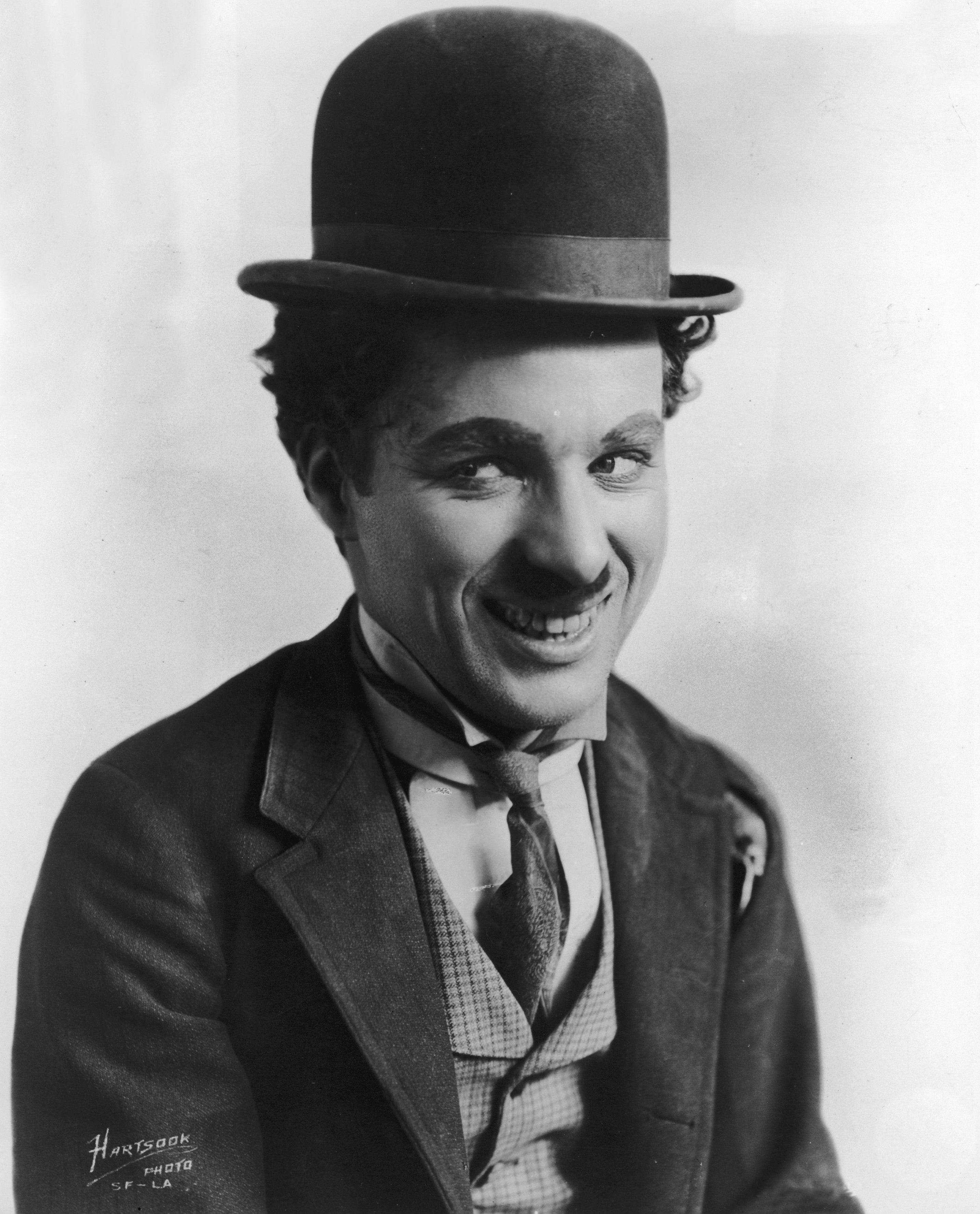
Charlie Chaplin
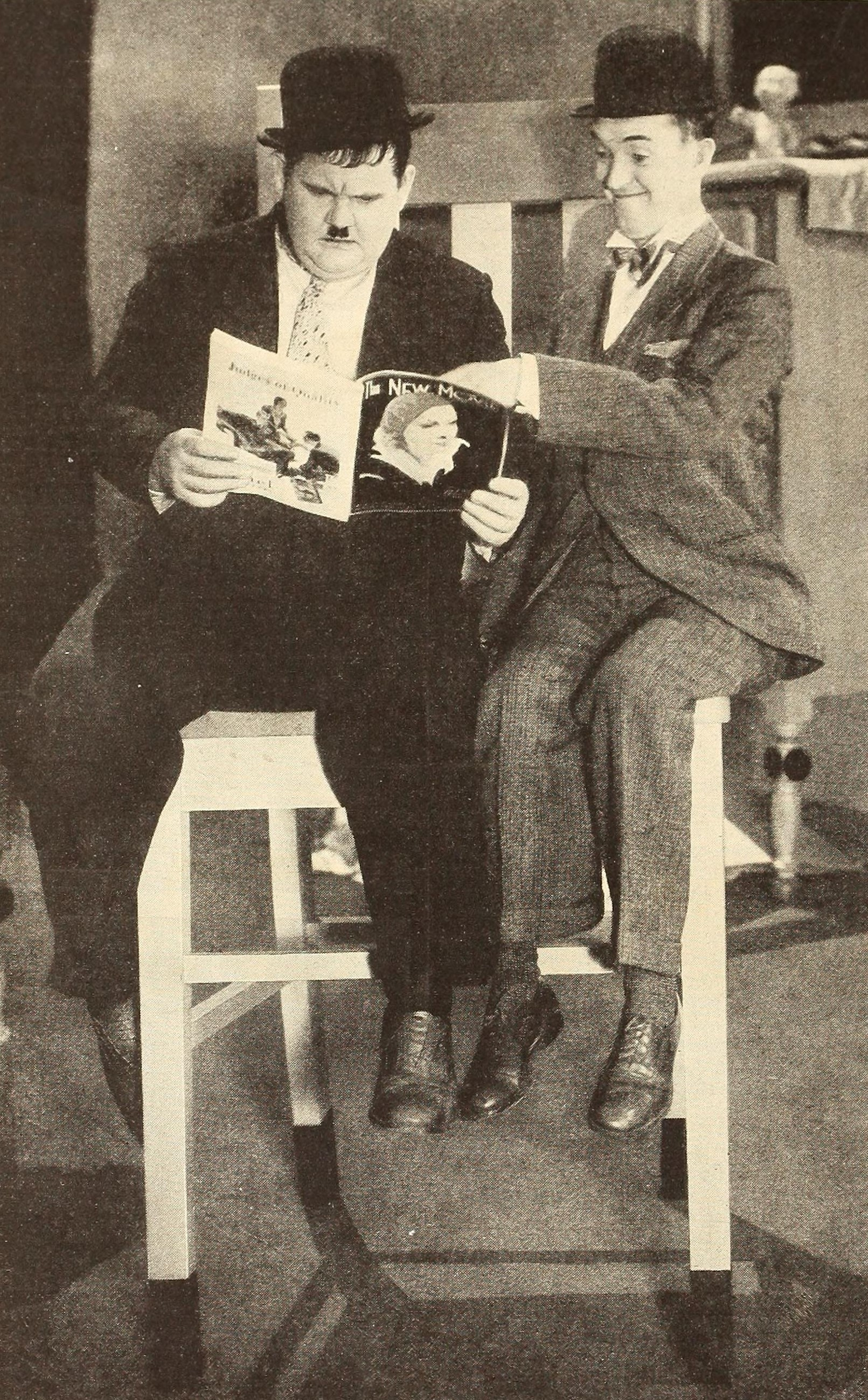
Stanlio e Ollio
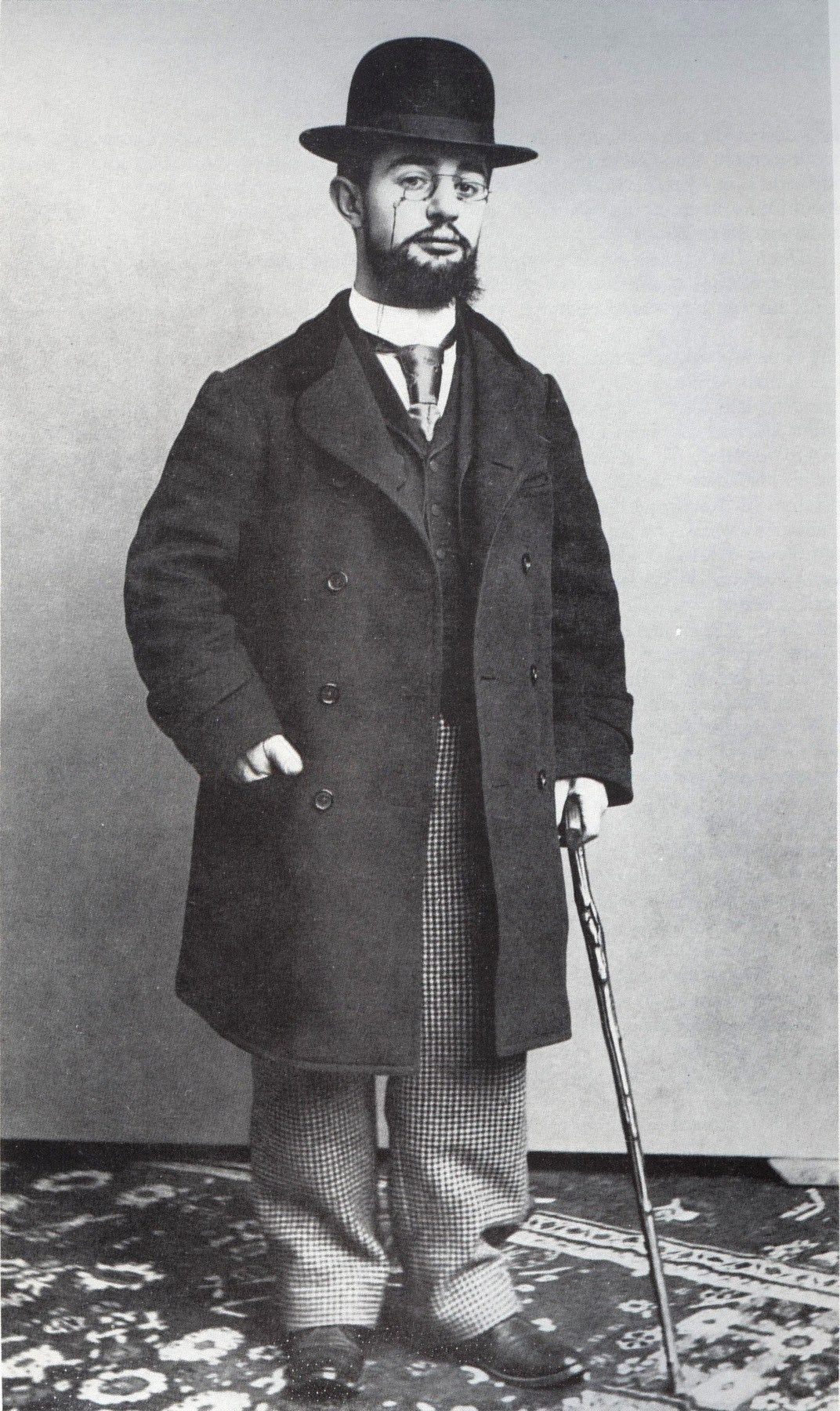
Henri de Toulouse-Lautrec
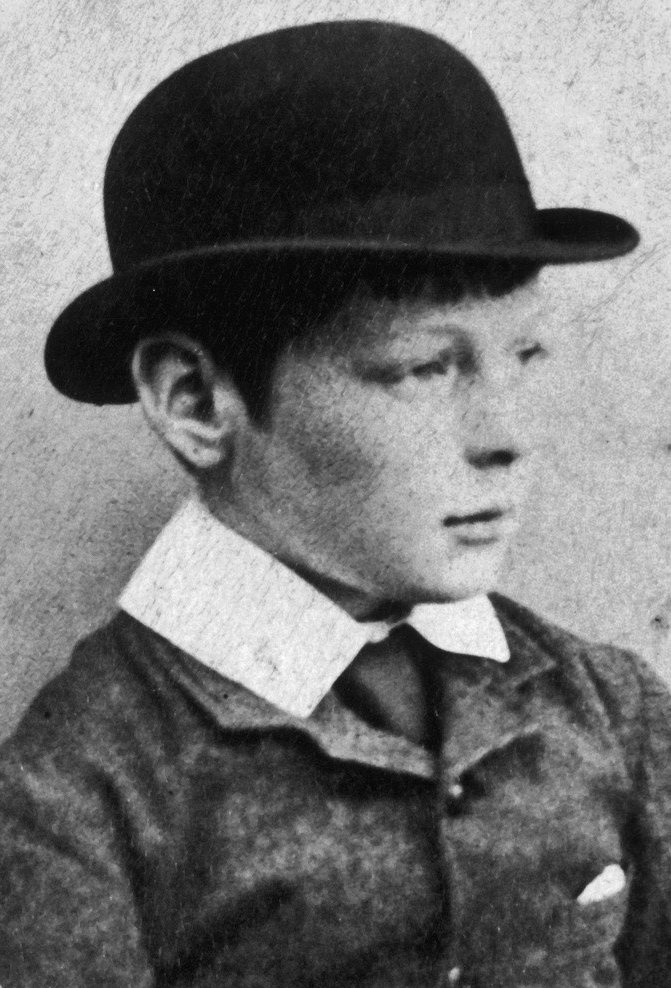
Il giovane Winston Churchill
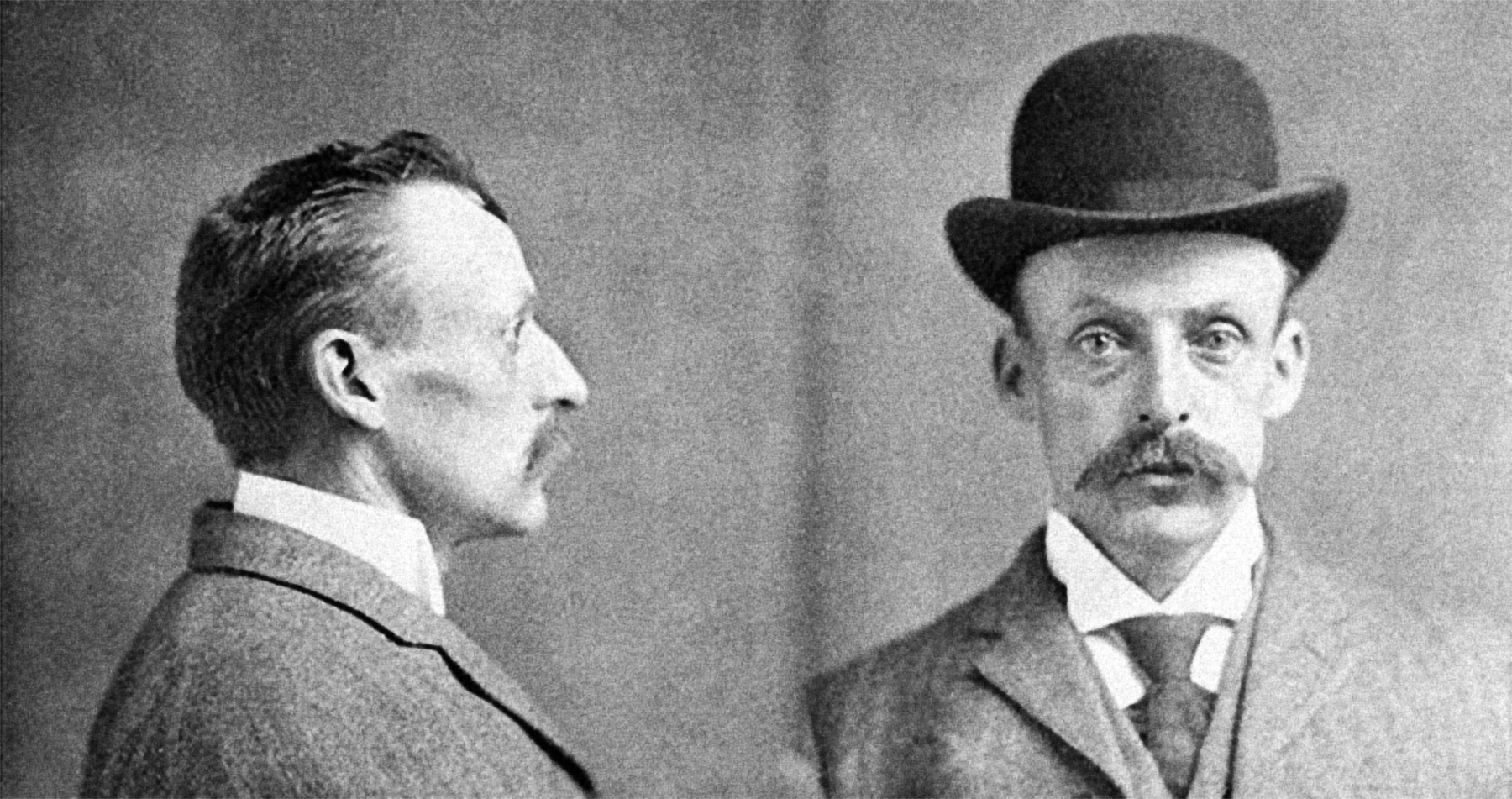
Il serial killer Albert Fish
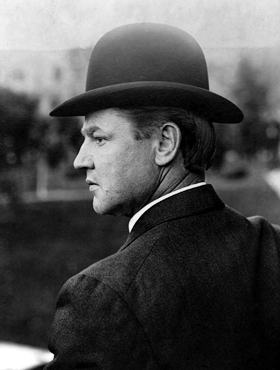
William Haywood
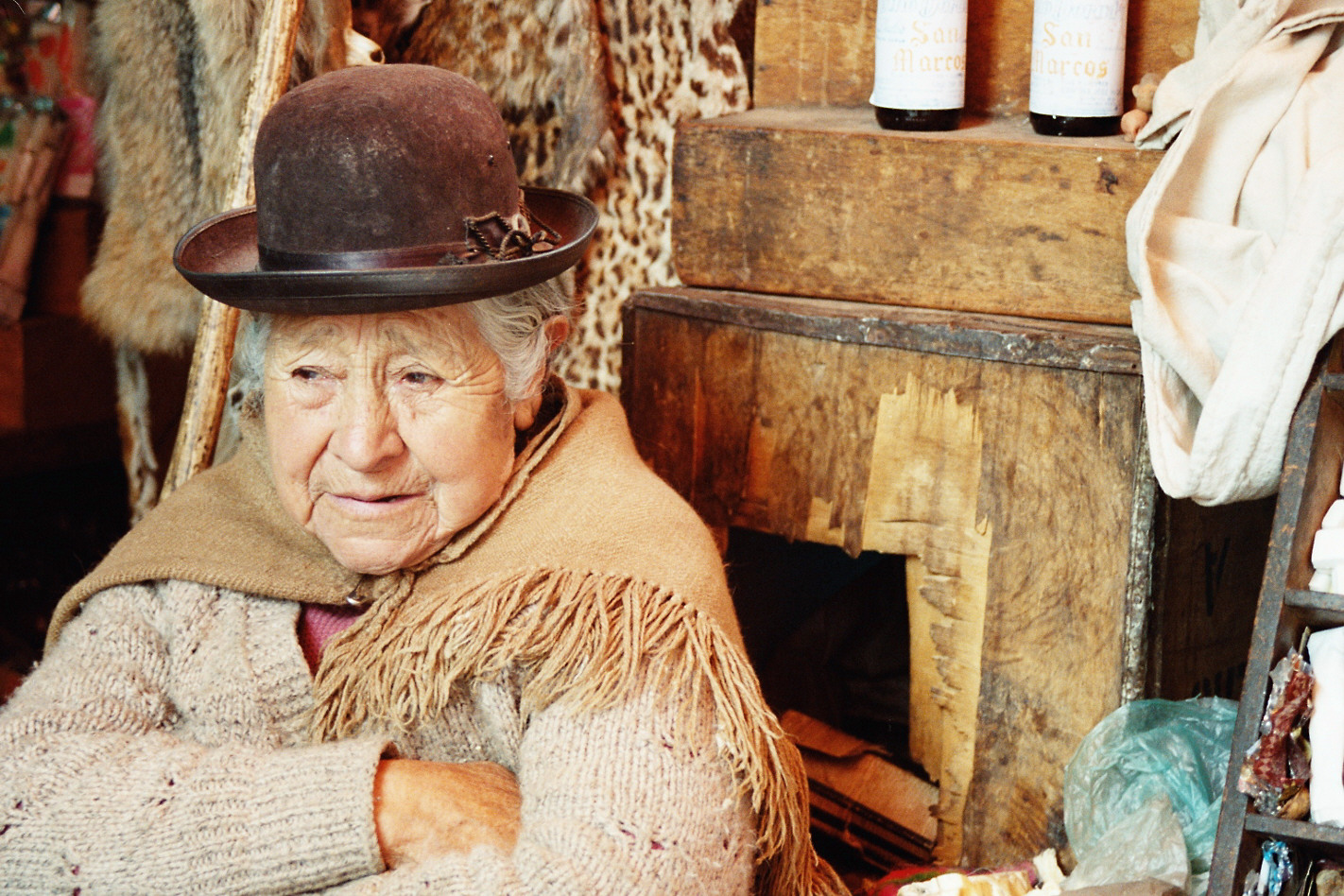
Donna boliviana
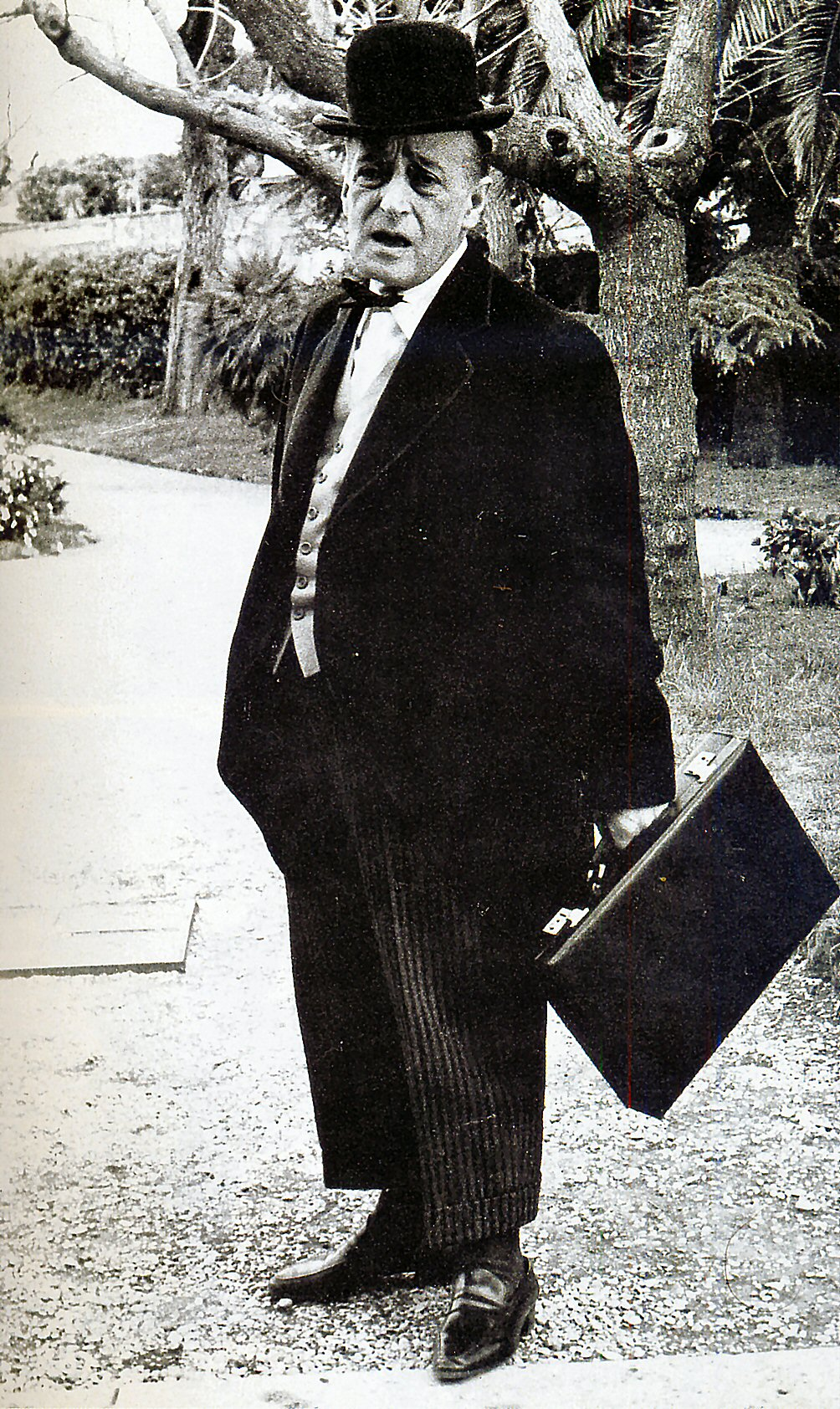
Totò